# Iron & Blood: Warriors of Ravenloft
Iron & Blood: Warriors of Ravenloft ist ein Kampfspiel des amerikanischen Computerspielentwicklers Take-Two Interactive für PlayStation und MS-DOS. Es bezieht seine Figuren und Hintergründe aus der Ravenloft-Kampagnenwelt von Dungeons & Dragons. Das Spiel wurde am 31. Oktober 1996 (PlayStation) beziehungsweise am 7. Januar 1997 (DOS) über den amerikanischen Publisher Acclaim Entertainment veröffentlicht.

## Spielprinzip
Iron & Blood besteht aus Arenakämpfen in einer dreidimensionalen Umgebung, für die der Spieler die Wahl zwischen 16 Spielfiguren hat, die sich auf die Fraktion der Helden und der Schurken verteilen:
| Heldenfraktion                      | Schurkenfraktion                  |
| ----------------------------------- | --------------------------------- |
| Luthor, der Paladin                 | Ardrus, der Skelettkrieger        |
| Darius, der Gladiator               | Balok                             |
| Erland, der Elfenbogenschütze       | Kaurik, der Warlord               |
| Torgo, der Zwerg                    | Stellerex, der Magier             |
| Ignatius Max, der Halblingsdieb     | Sascha, der Werwolf               |
| Xenobia, die Amazone                | Nym Pymplee, der verrückte Goblin |
| Red Cloud, der Abber-Nomad-Schamane | Urgo, der Margoyle                |
| Shinesta, die Elfenprinzessin       | Balthazaar, der Häuptling         |

Jede Figur ist mit einer speziellen Waffe ausgerüstet (z. B. Schwert, Dreizack, Bogen, Morgenstern, Streitaxt, Lanze), daneben können diverse Fußtechniken zum Einsatz kommen. Attacken können genreüblich als Angriffskombinationen aneinandergereiht werden. Zusätzlich gibt es die Option eines Ausweichschritts. Kommt die Spielfigur während des Kampfes der Spielfeldgrenze zu Nahe, wird sie von dieser mit Hilfe eines elektrischen Schlages zurück ins Spielfeld geschleudert.
Eine Besonderheit des Spiels ist sein kooperativer Quest-Modus für zwei Spieler. Darin kämpfen sich die Spieler im Turnierspiel bis zum Endgegner, Graf Strahd von Zarovich, vor. Auf dem Weg dorthin können die Kämpfer spezielle Artefakte finden, die ihnen Spezialkräfte verleihen.

## Entwicklung
1994 beendete AD&D-Hersteller TSR die exklusive Zusammenarbeit mit Publisher und Entwickler SSI und vergab stattdessen einzelne Lizenzen für die verschiedenen Spielwelten an mehrere Hersteller. Acclaim erwarb die Rechte am Ravenloft-Szenario und beauftragte Take-Two mit der Entwicklung von Iron & Blood. Eine Version für Sega Saturn war in Planung, wurde jedoch vorzeitig eingestellt.

## Rezeption
Das Spiel erhielt zumeist schlechte Kritiken (GameRankings: 46,20 % (PSone)). Ralph Karels von der Zeitschrift Video Games lobte zwar die Originalität der Charakter, kritisierte aber auch die manchmal etwas träge Spielgeschwindigkeit und das Fehlen von Endbossen und personalisierter Abspannfilme. Es komme jedoch zu keiner Zeit an die Genrereferenz Tekken 2 heran. Insgesamt bezeichnete er das Spiel als „ordentlich“ und vergab eine Spielspaßwertung von 71 %. Der Tester des US-amerikanischen Online-Spielemagazins IGN bemängelte hingegen die mangelhafte KI und dass der Spieler aufgrund der 3D-Umgebung und der zu langsamen Kameraanpassung bei Richtungswechseln oft in die falsche Richtung schaue und daher oft hinterrücks attackiert werde. Jeff Gerstmann vom Onlinemagazin GameSpot bezeichnete das Spiel als „lachhaft“.
Allen Rausch von GameSpy bemängelte neben dem zur AD&D-Lizenz unpassenden Spielprinzip und der kaum vorhandenen Umsetzung des Szenarios vor allem die schlechte Kameraführung, eine schwergängige Steuerung, eine grausame Grafik und schreckliche Animationen. Trotz des interessanten kooperativen Quest-Modus sei es aufgrund der schlechten Umsetzung „vom Tag der Veröffentlichung an ein Spiel für den Grabbeltisch“, das man am besten vergessen solle. Gemäß Matt Barton von Gamasutra war Iron & Blood ein „wahrlich grottiges Kampfspiel“.